# Siła, Sprawność, Piękno
Siła, Sprawność, Piękno – czasopismo kulturystyczne wydawane w Polsce w połowie lat 80. XX w. pod egidą TKKF. Zawierało porady instruktażowo-treningowe dla kulturystów, artykuły o fizjologii i diecie, prezentowało sylwetki mistrzów, itp. W sumie, w latach 1985–1987 ukazało się 13 numerów pisma.